# 弟子屈飛行場
弟子屈飛行場（日语：／ Teshikaga hikōjō */?）是過去位於日本北海道川上郡弟子屈町的飛行場，緊鄰弟子屈町的主要市區摩周溫泉西側，跑道就位於國道241號旁，距離釧網本線摩周車站僅約2.5公里；已於2009年因使用率過低而停止營運，過去曾是全日本唯一的町營機場。

## 歷史
弟子屈飞行场在1955年运营初期时，并不是一个独立的飞行场，而是作為機場外的航空器起降跑道使用。1970年，该跑道正式升格为飛行場，但並未規劃定期航班，而是由北海道航空在此經營從空中欣賞周邊釧路濕原、摩周湖、雌阿寒岳等觀光景點的空中觀光行程；不過由於使用率始終不高，經營單位弟子屈町公所在2009年向國土交通省提出停止營運的申請並獲得核可，在當時也成為全日本第一間正式被廢止使用的機場或飛行場。

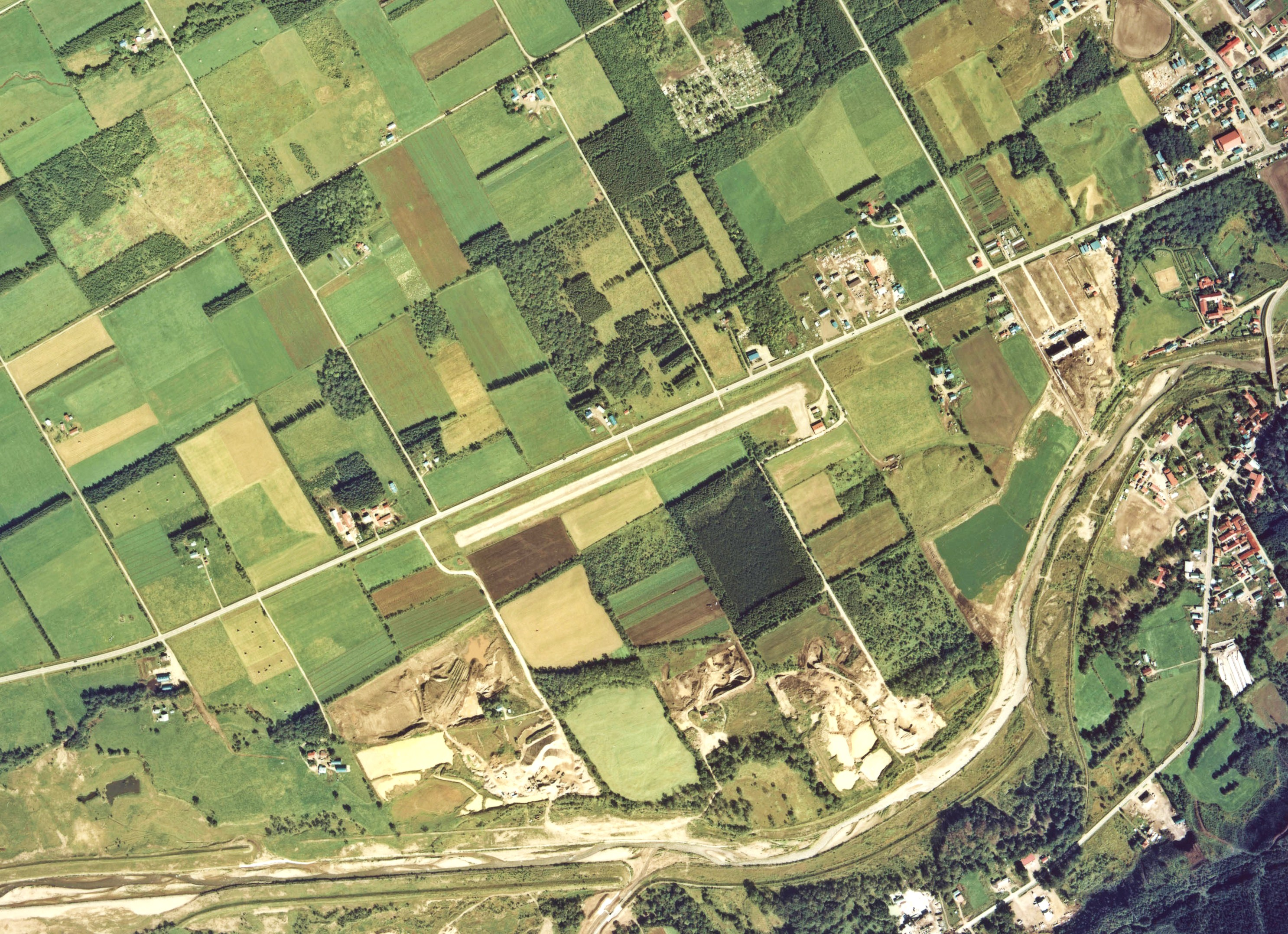
1977年的弟子屈飛行場及周邊區域空拍圖
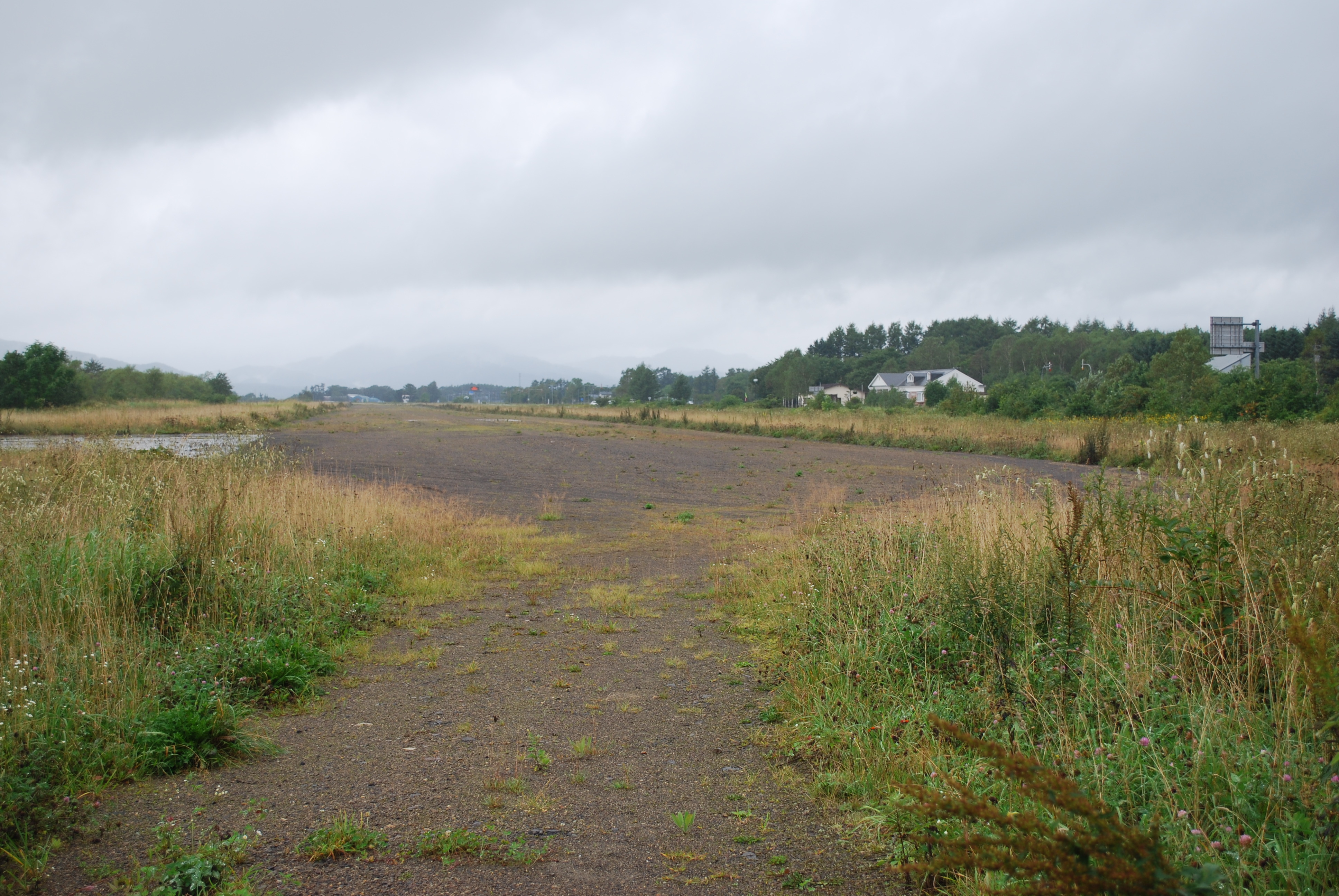
已經移除鋪設路面的舊跑道區域

## 現況
自2017年起，原飛行場有部分區域供釧路北部消防事務組合消防本部，及弟子屈消防署使用。

## 外部連結
- （日語） 國土交通省東京航空局
- （日語） 北海道航空 （页面存档备份，存于）